# Lento Goffi
Lento Goffi (Chiari, 15 de novembro de 1923 — Brescia, 14 de janeiro de 2008) foi um poeta, jornalista e critico literàrio italiano, ligado aos chamados "poetas da Linha Lombarda".

## Biografia
Nascido em 1923 numa família antifascista, frequentou o Liceo Arnaldo e formou-se em Literatura Moderna na Universidade de Milão, lecionando posteriormente em algumas escolas da zona de Brescia.
Casou-se com Elisa Marchina; os dois tiveram um filho, Giorgio. Publicou, entre outros, na revista Il Bruttanome e foi amigo de Vittorio Sereni.
Goffi faleceu em 2008 numa casa de repouso para idosos em Brescia.

## Obra
- 1962: Lunarietto (Il Bruttanome)
- 1964: Cinque poesie e una prosa (Sigma, revista)
- 1968: Dalla Marca d'Oriente (Scheiwiller)[4]
- 1971: Un'isola, sì con sei incisioni di Franca Ghitti (L.N.C.)
- 1974: Evasivamente flou (Scheiwiller Books)
- 1979: Cronachetta con sei incisioni di Franca Ghitti (Scheiwiller)
- 1981: Un sabato di febbraio (Società di poesia)[5]
- 1984: L'attimo incolore con tre acqueforti di Giovanni Repossi (Il Farfengo)
- 1986: Diario per l'assente (Lo Specchio,  Mondadori)
- 1991: L'amata Phegea (La Quadra)
- 1994: Per orbite interne (La Quadra)